# Philodromus gyirongensis
Philodromus gyirongensis este o specie de păianjeni din genul Philodromus, familia Philodromidae, descrisă de Hu în anul 2001. Conform Catalogue of Life specia Philodromus gyirongensis nu are subspecii cunoscute.